# Oreopanax ilicifolius
Oreopanax ilicifolius är en araliaväxtart som beskrevs av Élie Marchal. Oreopanax ilicifolius ingår i släktet Oreopanax och familjen Araliaceae. Inga underarter finns listade.